# Enzo De Giovanni
Enzo De Giovanni (Faenza, 15 novembre 1928 – Faenza, 18 ottobre 2006) è stato un calciatore e allenatore di calcio italiano.

## Carriera
Ha giocato in Serie A con le maglie di Novara e Udinese.
Ha giocato in B con il Brescia nel 1958 - 1959, con 21 presenze, e 0 reti, e quattro Campionati di Serie B con il Modena disputando 109 partite.